# Panče Toškovski
Panče Toškovski (en macédonien : Панче Тошковски), né le 14 juin 1982 à Skopje (Macédoine), est un homme politique macédonien. Membre du parti Organisation révolutionnaire macédonienne intérieure - Parti démocratique pour l'unité nationale macédonienne (VMRO-DPMNE), il occupe le poste de ministre de l'Intérieur à partir du 28 janvier 2024.

## Biographie
Panče Toškovski, né le 14 juin 1982 à Skopje, est membre de l'équipe d'experts du gouvernement de la république de Macédoine en 2008. D'octobre 2008 à octobre 2011, il travaille comme conseiller et d'octobre 2011 à 2024, il exerce le droit. 
Le 28 janvier 2024, il est nommé ministre de l'Intérieur au sein du gouvernement technique dirigé par Talat Xhaferi en tant que représentant du VMRO-DPMNE. Il succède à Oliver Spasovski. Il prend officiellement pris ses fonctions de ministre de l’Intérieur dans le cabinet de Hristijan Mickoski le 23 juin 2024.